# Rotbrust-Prachtlippfisch
Der Rotbrust-Prachtlippfisch (Cheilinus fasciatus) lebt in den Korallenriffen des Roten Meeres und des tropischen Indopazifik von Ostafrika, über die Küsten Madagaskars bis Mikronesien, Samoa und den Ryūkyū-Inseln in Tiefen von 4 bis 60 Metern.

## Merkmale
Er ähnelt in seiner bulligen Gestalt einem Zackenbarsch. Rotbrust-Prachtlippfische werden 40 bis 50 Zentimeter lang. Die Grundfarbe ist weißlich mit grauen, senkrechten Bändern. Große ausgewachsene Exemplare haben leuchtend rote Zonen an der Brust, hinter den Kiemendeckeln und auf den Flossen, Männchen lang ausgezogene Schwanzflossenstrahlen. Kleine Jungfische ähneln in Gestalt und der Zeichnung mit senkrechten weißen Streifen den kleinen Höhlenlippfischen der Gattung Wetmorella. Sie sind allerdings nicht rot, sondern grau gefärbt.
Die lange Rückenflosse wird von 9 Hartstrahlen und 10 Weichstrahlen gestützt, die Afterflosse hat 3 Hart- und 8 Weichstrahlen.

## Lebensweise
Rotbrust-Prachtlippfische leben in korallenbewachsenen Lagunen und Außenriffe mit sandigen und von Geröll bedeckten Zonen. Sie sind territoriale Einzelgänger und ernähren sich von bodenbewohnenden, hartschaligen wirbellosen Tieren, wie Weichtiere, Krebstiere und Seeigel. Bei der Nahrungssuche begleiten sie oft andere, den Bodengrund durchwühlende Fische. Jungfische leben oft an den Riffrändern über schlammigem Untergrund mit Sandzonen und Algenbewuchs.